# 耶律只沒
耶律只沒（?—983），又作耶律長沒、耶律質睦，为辽世宗庶长子，甄皇后所生。可能因系汉女所出故，有的记载作第三子。
慧敏好學，懂漢字、契丹文，善於賦詩。969年，與宮女私通，被遼穆宗鞭笞，刺一目，受宮刑，候斬。二月，穆宗被刺殺，只沒的三弟遼景宗耶律賢即位，赦免兄长，封為寧王，976年，因為妻子造毒酒，被奪爵，流放烏古部。983年，遼聖宗即位，耶律只沒復爵，后病死。有《移芍藥詩》《放鶴詩》。

## 史籍記述
- 《遼史》（卷六十四·表第二）：敏給好學，通契丹、漢字，能詩。應曆末，與宮人私通，上怒，榜掠數百，刺一目而宮之，繫獄，將棄市。景宗即位，釋之，賜以所私宮人，封寧王。保寧八年，妻造鴆毒，奪爵，貶烏古部。賦放鶴詩，徵還。統和元年，皇太后稱制，應皇太后命，賦移芍藥詩，詔復舊爵。

## 传記資料
- 《遼史》皇子表